# Agnes Günther
Agnes Günther, (född Breuning) född 21 juli 1863, död 16 februari 1911, var en tysk författare.
Hennes religionspsykologiska roman, Die Heilige und ihr Narr (2 band, 1913-14, svensk översättning 1917), vann enastående spridning. 1913 utkom hennes Von der Hexe, die eine Heilige war (svensk översättning 1924).